# بوب كوبر (مهندس)
بوب كوبر (بالإنجليزية: Bob Cooper)‏ هو مهندس أمريكي، ولد في 13 نوفمبر 1935 في غاستونيا في الولايات المتحدة.